# Mob Rules (Band)
Mob Rules ist eine Power-Metal-Band aus Schortens, Niedersachsen.

## Geschichte
Mob Rules wurde im Jahre 1994 von Matthias Mineur, Thorsten Plorin, Klaus Dirks und Arved Mannott gegründet. Mineur und Plorin spielten bereits vorher in der regional bekannten Band Van Blanc. Zwei Jahre nach der Gründung, verstärkt durch Oliver Fuhlhage als zweiten Gitarristen, produzierte sie in Eigenregie die Demo-EP Savage Land Part I, mit der sie die Aufmerksamkeit verschiedener Plattenfirmen auf sich zogen. Die Band unterzeichnete bei Limb Music und veröffentlichte dort 1999 das Debütalbum Savage Land, das sehr gute Kritiken erhielt. Auf der folgenden Tournee wurde Mob Rules von Keyboarder Sascha Onnen unterstützt, der später als festes Mitglied in die Band aufgenommen wurde. In den folgenden Jahren veröffentlichten sie drei weitere Studioalben, die von den Kritikern alle sehr positiv aufgenommen wurden. Die Band tourte mit Savatage, spielte mehrfach beim Wacken Open Air und eröffnete Shows für Dio, die Scorpions und weitere, international erfolgreiche Bands. Des Weiteren tourten sie mit Amon Amarth und Lordi bei der Wacken Roadshow.
2002 wechselte Mob Rules zur Plattenfirma SPV und veröffentlichte dort ihr drittes Album Hollowed Be Thy Name. Es enthält unter anderem eine Coverversion des Liedes How the Gypsy Was Born von Frumpy, an der Peavy Wagner von Rage als Gastsänger mitwirkt. 2004 verließ Oliver Fuhlhage die Band und wurde durch Sven Lüdke ersetzt. Im gleichen Jahr erschien das vierte Studioalbum Among the Gods. Auf den Touren zum Album wurde das Livealbum Signs of the Time aufgenommen und 2005 veröffentlicht. Im Jahr 2006 stieg Bassist Thorsten Plorin aus, seinen Part übernahm Markus Brinkmann. Im Oktober desselben Jahres erschien auch das Album Ethnolution A.D., dessen sechsteiliger Titelsong 24 Minuten dauert und der auf der Tour zum Album jeweils am Stück gespielt wurde. Das Bandfoto zum Album entstand in der Klosterruine Hude.
Im Mai 2007 spielten Mob Rules ihren ersten Auftritt außerhalb Europas beim Bay Area Festival in San Francisco, Kalifornien, USA. Im November 2009 erschien das sechste Album Radical Peace via AFM Records. Inhaltlich ist hier das 18-minütige Stück The Oswald File erwähnenswert, das sich mit dem Attentat auf John F. Kennedy beschäftigt und den Untertitel Ethnolution Part II trägt. Keyboarder Sascha Onnen verließ die Band in Richtung Love.Might.Kill und wurde durch Jan Christian Halfbrodt ersetzt. Im September 2011 spielten Mob Rules als Co-Headliner beim ProgPower-Festival in Atlanta. Im Oktober 2012 kam, ebenfalls via AFM Records, das siebte Studioalbum Cannibal Nation auf den Markt; Bonustrack ist der Live-Song Children of the Flames vom Atlanta-Konzert. Einen Tag nach der Veröffentlichung des Albums feierte die Band diese im Kulturzentrum Pumpwerk im norddeutschen Wilhelmshaven.
Anlässlich des 20-jährigen Bandjubiläums erscheint die 3-CD/1-DVD-Box Timekeeper. Sie umfasst neben einer 'Best Of'-Auswahl und der Live-DVD des 2011er-Auftritts in Atlanta zwei neue Stücke. Außerdem beinhaltet die Box unter dem Motto „Mob Rules & Friends“ Neuaufnahmen von Bandklassikern mit verschiedenen Gästen wie Udo Dirkschneider (bei Insurgeria), Bernhard Weiß von Axxis (Celebration Day) und Amanda Somerville von Avantasia (End of All Days). Live feierte die Band ihr Jubiläum am 25. Oktober 2014 in Wilhelmshaven beim Break the Barriers-Festival, bei dem auch die Bands Love.Might.Kill und Gamma Ray auf der Bühne standen. Als Ersatz für den wenige Tage zuvor am Arm operierten Bassisten Markus Brinkmann stand der langjährige Freund der Band Mazze Glazze der Band United Four auf der Bühne.
Im Oktober 2022 verließ Schlagzeuger Nikolas Fritz aus privaten Gründen nach 14 Jahren die Band. Im April 2024 gab die Band bekannt, dass Sebastian Schmidt den bisher unbesetzten Posten als Schlagzeuger übernimmt. Er war vorher schon einige Male mit der Band zu sehen. Die Band unterschrieb Ende 2024 einen neuen Plattenvertrag bei ROAR, nachdem der Vertrag bei Steamhammer ausgelaufen war. Anfang 2025 ging die Band erneut ins Bazement-Studio von Markus Teske, um ihr am 25. August 2025 erscheinendes Studioalbum Rise of the Ruler einzuspielen. Die Band besinnt sich musikalisch laut eigenen Aussagen auf ihre Anfangsphase.

## Diskografie

### Studioalben
- 1999: Savage Land
- 2000: Temple of Two Suns
- 2002: Hollowed be Thy Name
- 2004: Among the Gods
- 2006: Ethnolution A.D.
- 2009: Radical Peace
- 2012: Cannibal Nation
- 2016: Tales from Beyond
- 2018: Beast Reborn

### Live-Alben / Kompilationen
- 2014: Timekeeper Box (Kompilation)
- 2019: Beast over Europe (Livealbum)
- 2024: Celebration Day – 30 Years of Mob Rules (Kompilation)

### EPs und Singles
- 1996: Savage Land Pt. 1 (EP)
- 2009: Astral Hand (EP)
- 2002: Lord of Madness
- 2004: Black Rain
- 2012: Ice & Fire
- 2017: Somerled
- 2018: Ghost of a Chance
- 2018: Sinister Light
- 2018: Children´s Crusade
- 2018: My Sobriety Mind (for Those Who Left)
- 2019: Ghost of a Chance - Live
- 2019: Raven´s Flight
- 2022: Sacred Heart
- 2022: Ghost Town
- 2023: Hymn of the Damned
- 2024: Run to the Hills
- 2024: Fame
- 2025: Back to Savage Land
- 2025: Future Loom
- 2025: Trial and Trail of Fear
- 2025: Dawn of Second Sun

### Videoalben
- 2005: Signs of the Time - Live
- 2014: Mob Rules over America - Live (Bestandteil der „Timekeeper-Box“)